# Leandra attenuata
Leandra attenuata är en tvåhjärtbladig växtart som beskrevs av Célestin Alfred Cogniaux. Leandra attenuata ingår i släktet Leandra och familjen Melastomataceae. Inga underarter finns listade i Catalogue of Life.